# 블라고슬로벤노예
블라고슬로벤노예(러시아어: Благословенное) 또는 사말리, 사만리는 러시아 유대인 자치주 옥탸브리스키군에 속한 마을이다. 2010년 인구조사에 따른 인구는 869명이다.
1860년대부터 많은 조선인들이 국경을 넘어 연해주에 정착했는데, 러시아 관청에서는 이들이 조선과의 접경 지대에 거주하는 것을 달갑지 않게 여겨 러시아 내 다른 지역으로 이주하도록 돈, 의복, 식량을 지원하였다. 이에 따라 1871년 7월 말에 조선인 431명(102가구)이 아무르강 인근으로 이주하여 아무르주 최초의 고려인 마을인 블라고슬로벤노예를 세웠다. 블라고슬로벤노예라는 이름은 러시아어로 '축복받은'이라는 뜻이다. 고려인들은 이 마을을 사말리 또는 사만리라 불렀고, 한자로는 '四萬里', '沙曼里' 등으로 표기하였다. 사말리라는 이름은 마을 근처를 지나는 아무르강의 지류인 사마라강(러시아어: Самара)의 이름에 '리'(里)를 붙인 데서 유래한 것으로 보인다. 어떤 고려인들은 사말리가 연해주로부터 아주 멀리('4만 리') 떨어져 있기에 그런 이름이 붙었다고 알고 있지만, 이는 후대에 만들어진 민간어원이라 생각된다.
사말리는 연해주 등 러시아 극동의 나머지 고려인 사회로부터 일찌감치 고립되어 독특한 문화를 형성하였다. 연해주 고려인의 고려말은 보다 늦게 러시아로 이주한 이들의 영향으로 주로 길주~명천 지역의 동북 방언에 기초하고 있는 데 비해, 사말리의 고려말은 육진 방언의 특징을 많이 보존하였다.
1934년부터 블라고슬로벤노예는 유대인 자치주에 속하게 되었다. 1937년 중앙아시아로의 고려인 강제이주 이전까지 블라고슬로벤노예는 고려인 마을로 남아 있었다.

## 연도별 인구
| 연도별 인구                                             | 연도별 인구 | 연도별 인구 | 연도별 인구 | 연도별 인구 | 연도별 인구 | 연도별 인구 | 연도별 인구 | 연도별 인구 |
| ------------------------------------------------------- | ----------- | ----------- | ----------- | ----------- | ----------- | ----------- | ----------- | ----------- |
| 연도                                                    | 1901        | 1923        | 1924        | 1926        | 1930        | 1992        | 2002        | 2010        |
| 인구                                                    | 1,341       | 1,796       | 1,645       | 2,040       | 2,039       | 1,200       | 993         | 869         |
| 출처: 1901-1924, 1930년, 1926년, 1992년, 2002년, 2010년 |             |             |             |             |             |             |             |             |

## 출신 인물
- 남만춘(1892 ~ ?) - 사회주의 운동가
- 리동화(1901 ~ 1981) - 소련군 및 조선인민군 군의관